# Paul Rudd
Paul Stephen Rudd (Passaic, 6 de abril de 1969) é um ator, comediante, escritor e produtor norte-americano. É conhecido pela sua participação em filmes de comédia como The Anchorman, The 40-Year-Old Virgin, Knocked Up, Role Models, I Love You, Man, Our Idiot Brother, Wanderlust, As Patricinhas de Beverly Hills, This is 40, Lar Ideal e admission. Em 2015 passou a fazer parte do universo cinematográfico da Marvel com o papel do super-herói Homem-Formiga.

## Biografia
Paul Rudd nasceu em 6 de abril de 1969 em Passaic, Nova Jérsia, filho de Michael, um guia turístico e vice-presidente da Trans World Airlines, e de Gloria, uma gestora de vendas da estação televisiva KCMO-TV em Kansas City, no Missouri. Os seus pais nasceram em Londres e são judeus descendentes de imigrantes russos e polacos. O avô de Paul mudou o apelido da família de "Rudnitzy" para "Rudd".
Paul mudou-se com a família para Lenexa, no Kansas, quando tinha dez anos e também viveu em Anaheim, na Califórnia devido ao emprego do pai.
Rudd frequentou a Broadmoor Junior High e a Shawnee Mission West High School. Depois de terminar o secundário, Paul ingressou na Universidade do Kansas onde completou um curso de Teatro. Depois de terminar o curso, estudou na American Academy of Dramatic Arts/West em Los Angeles. Paul passou três meses a estudar teatro jacobita na British American Drama Academy em Oxford, no Reino Unido. Enquanto frequentava esta escola, Paul trabalhou como DJ em Bar Mitzvahs.

Em 2003, Paul casou-se com Julie Yaeger e o casal tem dois filhos: Jack (n.2006) e Darby (n.2010). Ele recebeu uma estrela no passeio da fama em Hollywood Boulevard em 2015. Na sua inauguração, Rudd disse;
Lembro-me que quando era miúdo, passeava por aqui, lia os nomes e pensava o mesmo que milhões de pessoas que era: "quem é este?"

## Carreira

### Cinema e televisão
Paul Rudd estreou-se como ator na série dramática Sisters, onde interpretou o papel de Quimby Philby durante três temporadas. Em 1994, interpretou a personagem de Brian Grant em seis episódios de Wild Oats, uma sitcom transmitida pela FOX. Um ano depois, estreou-se no cinema com um papel secundário no filme Clueless, protagonizado por Alicia Silverstone. Durante a década de 1990, Rudd trabalhou em filmes de terror como Halloween: The Curse of Michael Myers (onde interpretou um dos papéis principais), dramas como Romeo + Juliet do realizador Baz Luhrmann (no papel de Dave Paris) e The Locusts e comédias como Overnight Delivery, The Object of my Affection e 200 Cigarettes. Em 1999, ele e o elenco do filme dramático The Cider House Rules foram nomeados para os Screen Actors Guild Awards.
Em 2002, Rudd começou a participar na série Friends no papel de Mike Hannigan, o interesse amoroso e segundo marido da personagem Phoebe. Rudd participou num total de 18 episódios entre 2002 e 2004.

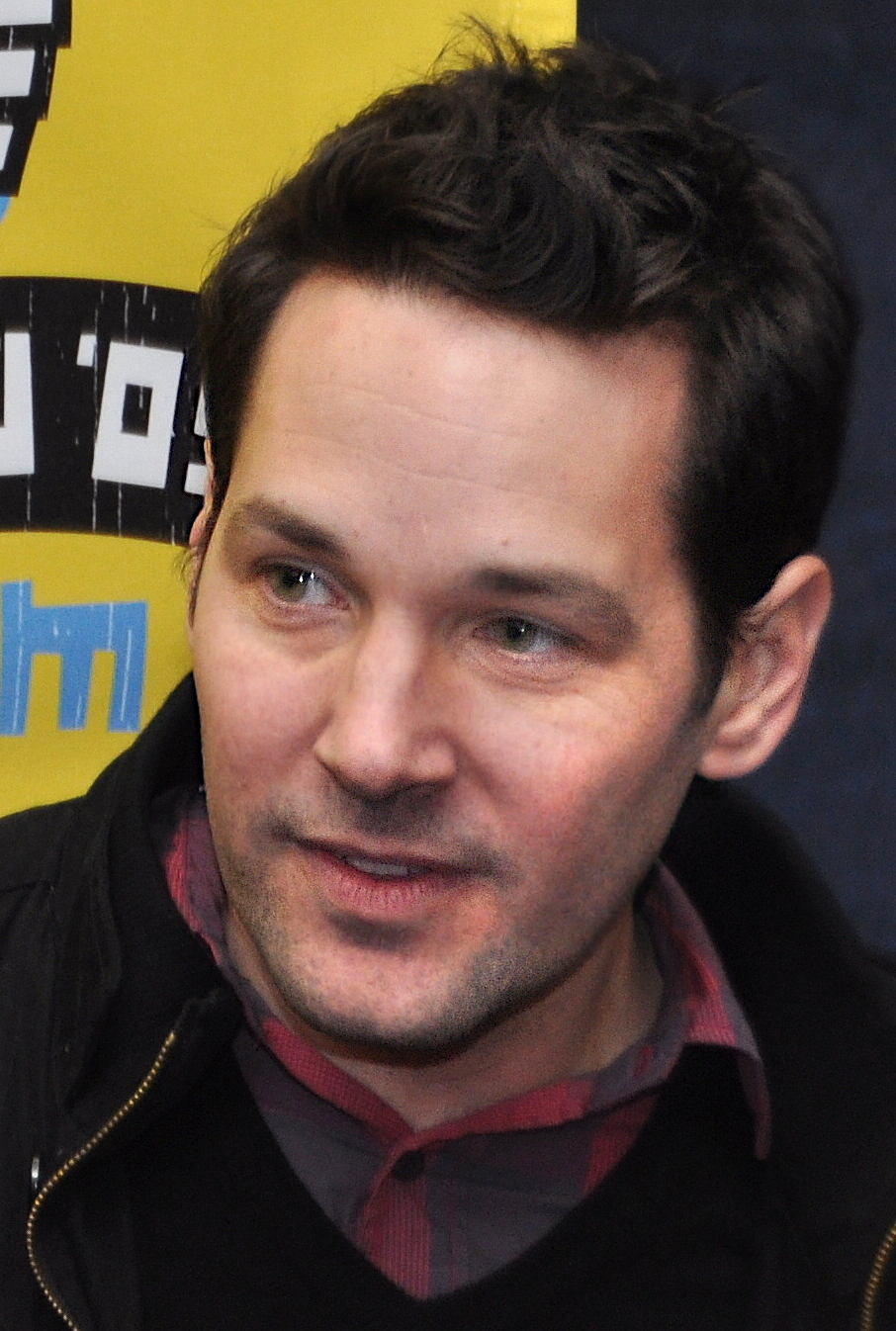
Paul Rudd em 2009.

Em 2004, Rudd trabalhou pela primeira vez com Judd Apatow na comédia Anchorman: The Legend of Ron Burgundy. No filme, Rudd interpreta Brian Fantana, um dos membros da equipa de reportagem de Ron Burgundy (interpretada por Will Ferrell). Ele voltou a trabalhar com Judd Apatow no ano seguinte na comédia The 40-Year-Old Virgin com Steve Carell e Seth Rogen. Rudd viria a colaborar com Apatow em vários projetos incluindo: Knocked Up, no papel do marido frustrado da personagem de Leslie Mann, Forgetting Sarah Marshall, onde interpreta o papel de um instrutor de surf drogado, Wanderlust (que produziu em conjunto com Apatow) onde contracena com Jennifer Aniston, e This is 40, um spin-off de Knocked Up.
Em 2007, protagonizou as comédias The Oh in Ohio, The Ten e Over Her Dead Body com Eva Longoria. No ano seguinte, protagonizou a comédia Role Models com Seann William Scott, no papel de um vendedor de bebidas energéticas forçado a cumprir uma pena de serviço comunitário num programa de orientação para crianças. Em 2009, protagonizou, com Jason Segel, e escreveu a comédia I Love You, Man. Ainda em 2009, co-criou a série de comédia Party Down e emprestou a sua voz ao filme de animação da Dreamworks, Monsters Vs. Aliens.
Em 2010, Rudd reuniu-se com Steve Carrell no filme Dinner for Schmucks, uma adaptação do filme francês de 1998, Le Dîner de Cons. No ano seguinte, protagonizou a comédia dramática Our Idiot Brother com Elizabeth Banks, Zooey Deschanel e Emily Mortimer. Em 2012, interpretou o papel secundário de Mr. Anderson, um professor da personagem Charlie (Logan Lerman) no filme The Perks of Being a Wallflower,
Ainda em 2012, fez uma participação especial em quatro episódios da série Parks and Recreation, no papel de Bobby Newport, um candidato a Presidente da Câmara e rival da personagem Leslie Knope (Amy Poehler). Este papel valeu-lhe um Critics' Choice Television Award na categoria de Melhor Ator Convidado numa Série de Comédia. Outras participações especiais de Rudd incluem o papel de John Lennon na comédia Walk Hard: The Dewey Cox Story e Abel na comédia Year One.
Em dezembro de 2013, a Marvel anunciou que Paul Rudd tinha sido escolhido para interpretar o papel de Homem-Formiga no seu universo cinematográfico. O seu filme de origem, Ant-Man, estreou em 2015 e teve um grande sucesso nas bilheteiras e com a crítica. Rudd escreveu o argumento do filme em conjunto com Adam McKay. Em 2016, Rudd retomou este papel no filme Captain America: Civil War.
Ainda em 2015, Rudd retomou o papel de Andy na série de comédia da Netflix, Wet Hot American Summer: First Day of Camp. Rudd interpretou o papel pela primeira vez no filme Wet Hot American Summer, estreado em 2001. No ano seguinte, regressou à Netflix com o filme The Fundamentals of Caring, uma comédia dramática sobre um escritor reformado (Rudd) que se torna no cuidador de um adolescente com uma deficiência. No mesmo ano, emprestou a sua voz a dois projetos: O Principezinho (no papel de Sr. Príncipe) e a animação para adultos, Sausage Party.

## Filmografia

### Cinema
| Ano  | Título                                      | Papel                      | Notas                    |
| ---- | ------------------------------------------- | -------------------------- | ------------------------ |
| 1995 | Clueless                                    | Josh                       |                          |
| 1995 | Halloween: The Curse of Michael Myers       | Tommy Doyle                |                          |
| 1996 | Romeo + Juliet                              | Dave Paris                 |                          |
| 1996 | The Size of Watermelons                     | Alex                       |                          |
| 1997 | The Locusts                                 | Earl                       |                          |
| 1998 | Overnight Delivery                          | Wyatt Trips                |                          |
| 1998 | The Object of My Affection                  | George Hanson              |                          |
| 1999 | 200 Cigarettes                              | Kevin                      |                          |
| 1999 | The Cider House Rules                       | Wally Worthington          |                          |
| 2000 | Gen-Y Cops                                  | Ian Curtis                 |                          |
| 2000 | Wet Hot American Summer                     | Andy                       |                          |
| 2001 | Reaching Normal                             | Kenneth                    |                          |
| 2001 | The Château                                 | Graham Granville           |                          |
| 2003 | The Shape of Things                         | Adam Sorenson              |                          |
| 2003 | Two Days                                    | Paul Miller                |                          |
| 2003 | House Hunting                               | Daniel                     |                          |
| 2004 | Anchorman: The Legend of Ron Burgundy       | Brian Fantana              |                          |
| 2004 | P.S.                                        | Sammy Silverstein          |                          |
| 2005 | The Baxter                                  | Dan Abbott                 |                          |
| 2005 | The 40-Year-Old Virgin                      | David                      |                          |
| 2005 | Tennis, Anyone...?                          | Lance Rockwood             |                          |
| 2006 | The Oh in Ohio                              | Jack Chase                 |                          |
| 2006 | Diggers                                     | Hunt                       |                          |
| 2006 | Night at the Museum                         | Don                        |                          |
| 2007 | I Could Never Be Your Woman                 | Adam Pearl                 |                          |
| 2007 | The Ex                                      | Leon                       |                          |
| 2007 | Knocked Up                                  | Pete                       |                          |
| 2007 | The Ten                                     | Jeff Reigert               | Também foi produtor.     |
| 2007 | Walk Hard: The Dewey Cox Story              | John Lennon                |                          |
| 2008 | Over Her Dead Body                          | Dr. Henry Mills            | Também foi argumentista. |
| 2008 | Forgetting Sarah Marshall                   | Chuck                      |                          |
| 2008 | Role Models                                 | Danny Donahue              |                          |
| 2009 | I Love You, Man                             | Peter Klaven               |                          |
| 2009 | Monsters vs. Aliens                         | Derek (voz)                |                          |
| 2009 | Year One                                    | Abel                       |                          |
| 2010 | Dinner for Schmucks                         | Tim Conrad                 |                          |
| 2010 | How Do You Know                             | George Madison             |                          |
| 2011 | Our Idiot Brother                           | Ned                        |                          |
| 2012 | Wanderlust                                  | George                     | Também foi produtor      |
| 2012 | The Perks of Being a Wallflower             | Bill Anderson              |                          |
| 2012 | This Is 40                                  | Pete                       |                          |
| 2013 | Admission                                   | John                       |                          |
| 2013 | Prince Avalanche                            | Alvin                      |                          |
| 2013 | This Is the End                             | Ele próprio                | Cameo                    |
| 2013 | All Is Bright                               | Rene                       |                          |
| 2013 | Anchorman 2: The Legend Continues           | Brian Fantana              |                          |
| 2014 | They Came Together                          | Joel                       |                          |
| 2015 | Le Petit Prince                             | Sr. Prince (voz)           | Versão inglesa           |
| 2015 | Ant-Man                                     | Scott Lang / Homem-Formiga | Também roteirista        |
| 2016 | The Fundamentals of Caring                  | Ben                        |                          |
| 2016 | Sausage Party                               | Darren (voz)               |                          |
| 2016 | Captain America: Civil War                  | Scott Lang / Homem-Formiga |                          |
| 2016 | Nerdland                                    | John (voz)                 |                          |
| 2017 | Ideal Home                                  | Andrew Fleming             |                          |
| 2017 | Mute                                        | Duncan Jones               |                          |
| 2018 | Ant-Man and the Wasp                        | Scott Lang / Homem-Formiga |                          |
| 2019 | Avengers: Endgame                           | Scott Lang / Homem-Formiga |                          |
| 2023 | Ant-Man and the Wasp: Quantumania           | Scott Lang / Homem-Formiga |                          |
| 2023 | Teenage Mutant Ninja Turtles: Mutant Mayhem | Mondo Gecko (voz)          |                          |
| 2026 | Avengers: Doomsday                          | Scott Lang / Homem-Formiga |                          |

### Televisão
| Ano        | Título                                                 | Papel                                      | Notas                                         |
| ---------- | ------------------------------------------------------ | ------------------------------------------ | --------------------------------------------- |
| 1992       | Moment of Truth: Stalking Back                         | Scott                                      | Telefilme                                     |
| 1992-1995  | Sisters                                                | Kirby Quimby Philby                        | 20 episódios                                  |
| 1994       | Wild Oats                                              | Brian Grant                                | 6 episódios                                   |
| 1996       | Clueless                                               | Sonny                                      | Episódio: "I Got You Babe"                    |
| 2000       | Deadline                                               | Zander Price                               | Episódio: "Lovers and Madmen"                 |
| 2000       | Strangers with Candy                                   | Brent Brooks                               | Episódio: "The Last Temptation of Blank"      |
| 2000       | The Great Gatsby                                       | Nick Carraway                              | Telefilme                                     |
| 2002–2004  | Friends                                                | Mike Hannigan                              | 18 episódios                                  |
| 2005       | Stella                                                 | Greg                                       | Episódio: "Office Party"                      |
| 2006       | Cheap Seats                                            | Dave Penders                               | Episódio: "1996 Spelling Bee: Part 2"         |
| 2006       | Robot Chicken                                          | Jasper the Douchebag Ghost / Ang Lee (voz) | Epiódio: "Book of Corrine"                    |
| 2006–2007  | Reno 911!                                              | Guy Gerricault                             | 5 episódios                                   |
| 2007       | The Naked Trucker and T-Bones Show                     | Antagonistic Passenger                     | Episódio: "Gold Watch"                        |
| 2007       | Veronica Mars                                          | Desmond Fellows                            | Episódio: "Debasement Tapes"                  |
| 2007       | Hard Knocks: Training Camp with the Kansas City Chiefs | Ele próprio                                | Narrador                                      |
| 2008       | Little Britain USA                                     | French president                           | Episódio: "1.3"                               |
| 2009       | Delocated                                              | Ele próprio                                | Episódio: "Pilot"                             |
| 2009–2010  | Party Down                                             | —                                          | Co-criador, argumentista e produtor executivo |
| 2012       | Tim and Eric Awesome Show, Great Job!                  | Ele próprio / Celery Man / Oyster / Tayne  | Episódio: "Man Milk"                          |
| 2011, 2014 | The Simpsons                                           | Dr. Zander / Ele próprio (voz)             | 2 episódios                                   |
| 2012, 2015 | Parks and Recreation                                   | Bobby Newport                              | 5 episódios                                   |
| 2012       | Louie                                                  | Ele próprio                                | Episódio: "Late Show: Part 3"                 |
| 2013       | Burning Love                                           | Nate                                       | 3 episódios                                   |
| 2015       | Moone Boy                                              | George Gershwin                            | Episódio: "Gershwin's Bucket List"            |
| 2015       | Wet Hot American Summer: First Day of Camp             | Andy                                       | 8 episódios                                   |
| 2016       | Bob's Burgers                                          | Jericho (voz)                              | Episódio: "The Horse Rider-er"                |
| 2017       | Wet Hot American Summer: Ten Years Later               | Andy                                       |                                               |
| 2019       | Living with Yourself                                   | Miles Elliot e clone de Miles Elliot       | Produtor executivo                            |